# ファビアン・オニール
ファビアン・オニール（Fabián Alberto O'Neill Dominguez, 1973年10月14日 - 2022年12月25日）は、ウルグアイ・タクアレンボー県パソ・デ・ロス・トロス出身の元サッカー選手。

## 経歴
ナシオナル・モンテビデオでキャリアをスタートし、ヨーロッパに渡ってセリエAのカリアリ・カルチョへ加入した。クラブは1997年にセリエBに降格したが、1998年にはAに復帰。2000年に再びBへ降格すると、オニールはユヴェントスFCへ移籍。2002年1月、ダビデ・バイオッコの移籍の対価としてACペルージャへ移籍。シーズン終了後にペルージャとの契約を解除し古巣カリアリへ復帰。2003年1月には、オニールはナシオナルへ復帰した。
ウルグアイ代表では19試合出場2得点を記録し、2002 FIFAワールドカップにも出場した。
2022年12月25日、慢性肝疾患により死去。49歳没。

## 代表歴

### 出場大会
- ウルグアイ代表
  - 2002 FIFAワールドカップ

### 試合数
- 国際Aマッチ 19試合 2得点（1993年-2002年）[4]

| ウルグアイ代表 | 国際Aマッチ | 国際Aマッチ |
| 年             | 出場        | 得点        |
| -------------- | ----------- | ----------- |
| 1993           | 1           | 0           |
| 1994           | 0           | 0           |
| 1995           | 1           | 0           |
| 1996           | 1           | 0           |
| 1997           | 2           | 0           |
| 1998           | 0           | 0           |
| 1999           | 3           | 1           |
| 2000           | 6           | 0           |
| 2001           | 1           | 0           |
| 2002           | 4           | 1           |
| 通算           | 19          | 2           |